# Laki Lamositele
Leota Laki Lamositele-Sio est un homme politique samoan.

## Biographie
Titulaire d'un diplôme de Master en Administration des affaires de l'université du Pacifique Sud et d'un Master en Gestion de projets de l'université du Queensland du Sud, il est comptable de profession. Directeur du Centre d'Entreprenariat des Petites Entreprises aux Samoa, il travaille avec la Banque asiatique de développement, la Banque mondiale et l'Agence de Nouvelle-Zélande pour le Développement international (NZAID), pour soutenir le développement de petites entreprises.
Candidat pour le parti de centre-droit FAST aux élections législatives de 2021, il est élu député de la 2e circonscription de Palauli à l'Assemblée législative des Samoa. Le 24 mai, la Première ministre Fiame Naomi Mata'afa le nomme ministre des Femmes et du Développement social, ainsi qu'adjoint à la ministre des Finances Mulipola Anarosa Ale Molioo. En raison de la crise politique qui secoue le pays, ce n'est toutefois que le 27 juillet que le gouvernement entre en fonction,. Le 6 septembre 2023, à l'occasion d'un remaniement ministériel, il est affecté au poste de ministre du Commerce, de l'Industrie et du Travail, succédant à Leatinuu Wayne Sooialo. Son poste comprend la négociation d'accords de commerce extérieur dans les cadres de l'Organisation mondiale du commerce, ou encore des accords Pacific Agreement on Closer Economic Relations (en) (PACER), entre le Forum des îles du Pacifique, l'Australie et la Nouvelle-Zélande. Il convie et préside en novembre 2024 la première réunion ministérielle des États signataires des accords PACER. C'est également sous sa présidence du ministère du pays hôte qu'est signé en novembre 2023 l'Accord de Samoa entre l'Union européenne et le bloc des États d'Afrique, Caraïbes et Pacifique,.
Début janvier 2025, le président du parti FAST, Laauli Leuatea Schmidt, est inculpé pour faux, harcèlement, diffamation et entrave à la justice. La Première ministre le limoge alors de son poste de ministre de l'Agriculture. Leota Laki Lamositele prend parti pour son collègue déchu, et informe la Première ministre qu'il ne peut plus la soutenir. De ce fait, Fiame Naomi Mata'afa le limoge à son tour du gouvernement le 14 janvier,.
En réponse, le 15 janvier, vingt membres du groupe parlementaire du parti s'assemblent et, sous la direction de Laauli Leuatea Schmidt, votent l'exclusion du parti de Fiame Naomi Mata'afa, du vice-Premier ministre Tuala Iosefo Ponifasio, et des ministres Olo Fiti Vaai, Faualo Harry Schuster, Toeolesulusulu Cedric Schuster et Leatinuu Wayne Sooialo. Ils élisent Laauli Leuatea Schmidt comme chef du parti, avec Leota Laki Sio comme adjoint, et Mulipola Anarosa Ale Molio’o comme trésorière.